# Movimento de Libertação Nacional da Albânia
O Movimento de Libertação Nacional (em albanês:  Lëvizja Nacional-Çlirimtare; ou Lëvizja Antifashiste Nacional-Çlirimtare, LANÇ), também traduzido como Frente de Libertação Nacional, foi uma organização de resistência comunista albanesa que lutou na Segunda Guerra Mundial. Foi criada em 16 de setembro de 1942, numa conferência realizada em Pezë, uma aldeia perto de Tirana, e foi liderada por Enver Hoxha. Além das figuras que tinham maioria no Conselho Geral, também incluíam nacionalistas conhecidos como Myslim Peza. Em maio de 1944, a Frente de Libertação Nacional Albanesa foi transformada no governo da Albânia e os seus líderes tornaram-se membros do governo, e em agosto de 1945, foi substituída pela Frente Democrática.
O Exército de Libertação Nacional da Albânia (Ushtria Nacional-Çlirimtare) foi o exército criado pelo Movimento de Libertação Nacional.

## História

### Invasão italiana
A Albânia não ofereceu resistência organizada à invasão italiana (7 a 12 de abril de 1939). No entanto, diferentes grupos albaneses de patriotas assim como Mujo Ulqinaku e Abaz Kupi, fizeram uma breve resistência à força invasora em Durrës no dia da invasão. Durrës foi capturado em 7 de abril, Tirana no dia seguinte, Escodra e Gjirokastër em 9 de abril, e quase todo o país em 10 de abril

### Grupos de resistência iniciais
Na época da invasão italiana, o grupo comunista de Shkodër incluía Qemal Stafa, um estudante, Vasil Shanto, um artesão, Liri Gega, um intelectual, Imer Dishnica, um médico, Zef Mala e outros.  Os líderes foram Mala, Shanto, Stafa e Kristo Themelko.  As atividades do grupo Shkodër também abrangeram Kosovo e Macedônia Ocidental, e a organização incluía vários emigrantes de Gjakova e outros lugares em Kosovo, que se mudaram para a Albânia entre 1930 e 1937.  Na primavera de 1941, Shanto e Stafa se conheceram. com o colega comunista Fadil Hoxha devido ao seu contato anterior com o comunista iugoslavo Miladin Popović.  Miladin Popović e Dušan Mugoša foram os delegados iugoslavos que ajudaram a unir os grupos comunistas albaneses em 1941.
Após a invasão italiana não houve resistência geral ao exército italiano, embora alguns líderes locais como Myslim Peza, Baba Faja Martaneshi, Abaz Kupi etc. tenham criado pequenos çetas (pequenos destacamentos) que de tempos em tempos empreendem pequenos ataques às forças italianas. Entretanto, a actividade comunista na Albânia aumentou e culminou com a criação, em 8 de Novembro de 1941, do Partido Comunista Albanês.

### Estabelecimento do Partido Comunista e primeiros destacamentos
Após o ataque alemão à Rússia, o líder iugoslavo Josip Broz Tito, sob as diretivas do Comintern, enviou dois delegados iugoslavos Miladin Popović e Dušan Mugoša para a Albânia. Estes dois ajudaram a unir os grupos comunistas albaneses em 1941. Em agosto de 1941, o Partido Comunista Albanês foi estabelecido através do acordo entre os grupos comunistas Shkodër (liderado por Shanto e Stafa), Korçë e Tirana (liderado por Enver Hoxha).  Após intenso trabalho, o Partido Comunista Albanês foi oficialmente formado em 8 de Novembro de 1941 pelos dois delegados Jugoslavos com Enver Hoxha do ramo Korçë como seu líder. 
O Partido Comunista começou a criar de dezembro de 1941 ao início de 1942 seus próprios grupos de resistência compostos por 5 a 10 pessoas. Estes destacamentos começaram a praticar diversos atos de sabotagem às forças italianas. Também começaram a fazer propaganda antifascista para ganhar a atenção e o apoio das massas. 
A partir de 1942 a imprensa local e os consulados estrangeiros começaram a noticiar um número crescente de ataques. O acto de sabotagem mais espectacular foi a interrupção de todas as comunicações telegráficas e telefónicas na Albânia, em Junho e Julho de 1942. Embora a actividade comunista estivesse a aumentar, a principal preocupação dos italianos eram as bandas do norte. Os italianos desistiram de governar o norte da Albânia. Os postos de segurança compostos por gendarmes no norte da Albânia preocupavam-se principalmente com a sua própria segurança e raramente se aventuravam fora dos seus postos, e os comboios ao longo das estradas deviam ser acompanhados por fortes destacamentos militares italianos.

## Conferência de Pezë

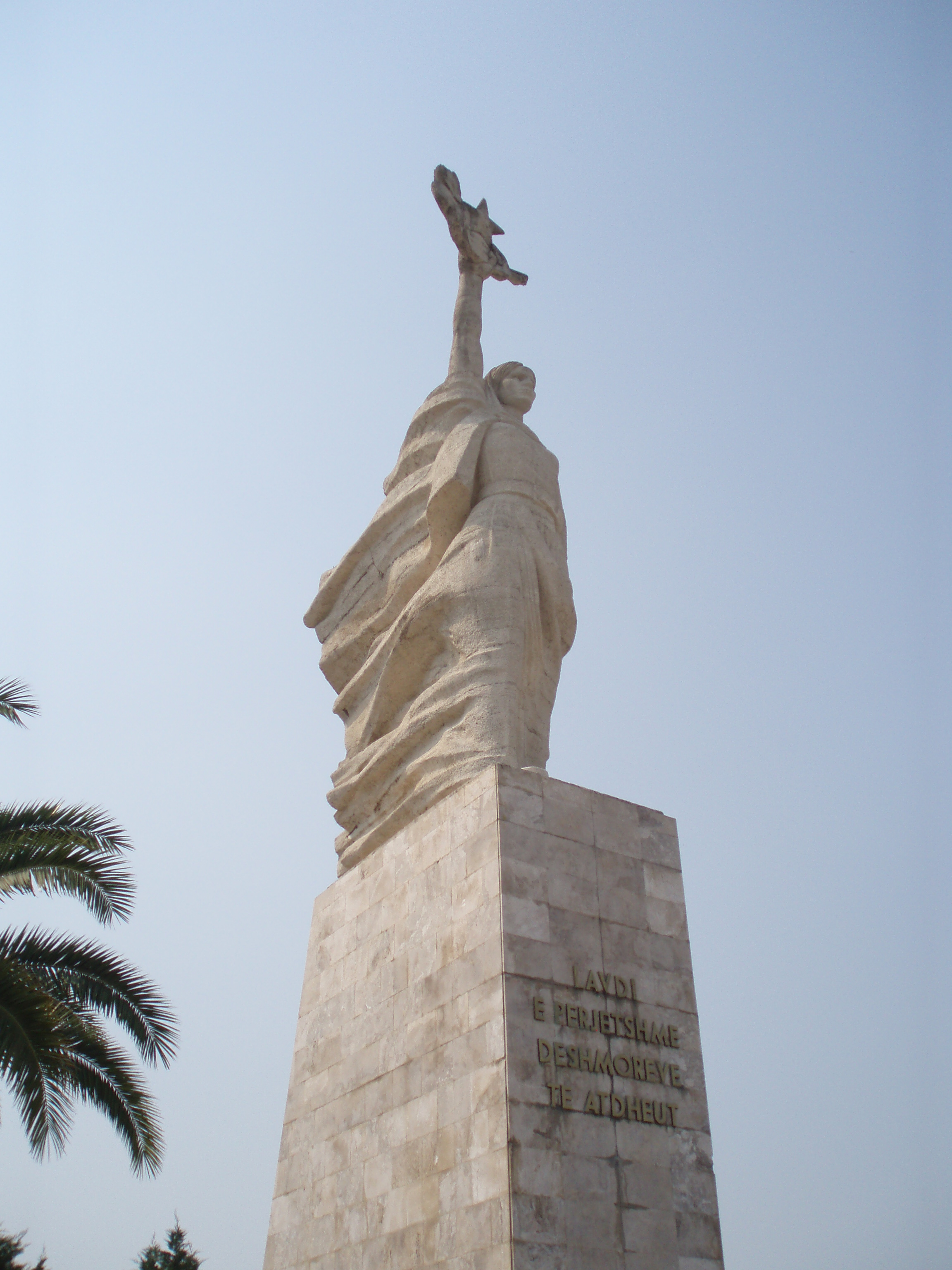
Mãe Albânia. O monumento partidário e cemitério nos arredores de Tirana, Albânia

Foi nesta altura (Setembro de 1942) que o Partido Comunista Albanês tomou a ousada decisão de convocar uma conferência nacional, a Conferência de Peza, que teve lugar em 16 de Setembro de 1942 na casa de Myslim Peza, um conhecido líder da resistência, ( na aldeia de Pezë, perto de Tirana). Na conferência, o Partido Comunista da Albânia convidou todos os líderes da resistência albanesa a criarem uma frente de resistência nacional. O Partido Comunista viu a criação desta frente como uma necessidade para a Albânia. A sua intenção era dominar esta frente, embora algumas figuras dentro do Partido Comunista Albanês se opusessem à ideia de uma frente organizada com outros nacionalistas, temendo a sua possível traição.
A conferência decidiu criar o Conselho Geral que era composto por 10 pessoas: sete comunistas incluindo Mustafa Gjinishi, Enver Hoxha, e nacionalistas conhecidos como Abaz Kupi, Myslim Peza e Baba Faja Martaneshi . Mehdi Frashëri foi o presidente honorário da conferência, fato suprimido posteriormente pela história comunista.
O Conselho Geral supervisionaria os conselhos de libertação locais. Os conselhos nas áreas ainda por libertar funcionariam como agências de propaganda, recolheriam material necessário para a guerra, realizariam espionagem, organizariam a luta económica contra as empresas italianas e sabotariam a recolha de produtos agrícolas pelos fascistas. Nas áreas já libertadas, deveriam funcionar como um novo estado. Eles deveriam manter a lei e a ordem, desenvolvendo a economia local; supervisionar o abastecimento de alimentos, comércio, educação, cultura e imprensa. Eles também resolveriam rixas de sangue e manteriam a prontidão para a guerra.
A conferência conseguiu estabelecer um Movimento de Libertação Nacional conjunto com um conselho provisório de oito membros, com Enver Hoxha e Abaz Kupi entre eles, embora fosse dominado pelos comunistas.

## Controle comunista sobre os partisans
Os bandos partidários foram organizados em companhias de 50 a 60 homens, incluindo um comissário comunista, que atuou como oficial político. O comandante tinha jurisdição militar, exceto nos casos em que:
- 1) As ordens estavam em desacordo com a linha do partido [comunista]

- 2) As ordens divergiam dos interesses da guerra de libertação

- 3) A traição do comandante estava envolvida

Por outras palavras, os comandantes não-comunistas tinham a liberdade de fazer exactamente o que lhes era ordenado. O Partido Comunista, sempre que possível, dirigiu tanto política como militarmente. Cada banda partidária tinha uma célula política e tanto a célula política como o comissário eram responsáveis perante os comités regionais do Partido Comunista. Miladin Popović, um comunista iugoslavo, participou da Conferência de Peza como conselheiro e esperava fortalecer ainda mais os controles partidários criando um estado-maior geral que unisse as diversas unidades, mas sua sugestão não foi adotada. As unidades partidárias foram complementadas por unidades territoriais - destacamentos irregulares de autodefesa compostos por voluntários. Eles foram planejados para cada aldeia maior ou para duas ou três aldeias juntas. A sua função era proteger as zonas libertadas e servir como fonte de reabastecimento para as unidades partidárias regulares. No final de 1942 havia 2.000 guerrilheiros mais um número maior de unidades territoriais.

## Acordo de Mukje
O Acordo de Mukje foi um tratado assinado em 2 de agosto de 1943 na aldeia albanesa de Mukje entre o nacionalista Balli Kombëtar e o Movimento de Libertação Nacional comunista. As duas forças trabalhariam juntas na luta contra o controle da Itália sobre a Albânia. No entanto, surgiu uma disputa sobre o estatuto do Kosovo. Para o Partido Comunista, a questão deveria ter sido resolvida depois da guerra, sem a presença de potências estrangeiras em solo nacional. O Partido Comunista Jugoslavo teria de devolver o Kosovo à Albânia, tal como estabelecido pelo Comintern. Considerando que o Balli Kombëtar propôs lutar pela integração do Kosovo na Albânia.

## Governo albanês
Após a Ofensiva de Inverno Alemã, os guerrilheiros comunistas reagruparam-se, atacaram os alemães e ganharam o controlo do sul da Albânia em Abril de 1944. Em maio, um congresso da Frente de Libertação Nacional foi realizado em Përmet, durante o qual foi eleito um Conselho Antifascista de Libertação Nacional para atuar como governo provisório da Albânia. Enver Hoxha tornou-se o presidente do comité executivo do conselho e o comandante supremo do Exército de Libertação Nacional. Os guerrilheiros comunistas resistiram à Ofensiva de Verão Alemã (maio-junho de 1944) e derrotaram as últimas forças Balli Kombëtar no sul da Albânia em meados do verão de 1944, encontrando apenas resistência dispersa das forças Balli Kombëtar e Legalidade quando entraram no centro e norte da Albânia no final de julho. Em 29 de Novembro de 1944, as forças partidárias libertaram Escodra e esta é a data oficial da libertação do país. Um governo provisório comunista, formado em Berati em Outubro de 1944, administrou a Albânia com Enver Hoxha como primeiro-ministro até às eleições de Dezembro de 1945, nas quais a Frente Democrática (sucessora da Frente de Libertação Nacional) obteve 93% dos votos.